# Mary Anderson (aktorka)
Mary Anderson (ur. 3 kwietnia 1918 w Birmingham, zm. 6 kwietnia 2014 w Burbank) – amerykańska aktorka.

## Filmografia
- 1939: Przeminęło z wiatrem (Gone with the Wind), jako Maybelle Merriwether
- 1940: Guwernantka (All this, and Heaven Too), jako Rebecca Jay
- 1941: Under Age, jako Edie Baird
- 1941: Cheers for Miss Bishop, jako Amy Saunders
- 1943: Pieśń o Bernadette (The Song of Bernadette), jako Jeanne Abadie
- 1944: Łódź ratunkowa (Lifeboat), jako Alice MacKenzie
- 1944: Wilson, jako Eleanor Wilson
- 1946: Behind Green Lights, jako Nora Bard
- 1946: Najtrwalsza miłość (To Each His Own), jako Corinne Piersen
- 1947: Whispering city, jako Mary Roberts
- 1950: Underworld story, jako Molly Rankin
- 1951: One Big Affair, jako Hilda Jones
- 1953: I, the Jury, jako Eileen Vickers
- 1953: Dangerous Crossing, jako Anna Quinn
- 1964: Peyton Place (serial), jako Catherine Peyton Harrington

## Wyróżnienia
Posiada gwiazdę na Hollywoodzkiej Alei Gwiazd.